# Вылчев, Енё
Енё Димов Вылчев (болг. Еньо Димов Вълчев; 4 января 1936, Полски-Градец, Старозагорская область — 15 февраля 2014, София) — болгарский борец вольного стиля, чемпион и неоднократный призёр Олимпийских игр, чемпион и неоднократный призёр чемпионатов мира и Европы, четырнадцатикратный чемпион Болгарии. Полковник милиции.

## Биография
Начал заниматься борьбой у своего старшего брата, после службы в армии. В 1957 году впервые стал чемпионом Болгарии.
В 1958 году выступил на Кубке мира и завоевал «серебро», а в 1959 году повторил свой успех на чемпионате мира.
На Летних Олимпийских играх 1960 года в Риме боролся по вольной борьбе в категории до 67 килограммов (лёгкий вес). Выбывание из турнира проходило по мере накопления штрафных баллов. За чистую победу штрафные баллы не начислялись, за победу по очками при любом соотношении голосов начислялся 1 штрафной балл, любое поражение по очкам каралось 3 штрафными баллами, чистое поражение — 4 штрафными баллами. В схватке могла быть зафиксирована ничья, тогда каждому из борцов начислялись 2 штрафных балла. Если борец набирал 6 или более штрафных баллов, он выбывал из турнира. Титул оспаривали 24 человека. Явным фаворитом турнира был двукратный чемпион мира, советский борец Владимир Синявский, которому в третьем круге проиграл Енё Вылчев. Тем не менее, Синявский к финальным схваткам подошёл тоже имея такой же груз штрафных баллов. В пятом круге оба закончили свои схватки чисто, и исходя из личной встречи, болгарский борец мог претендовать только на третье место, которое он и завоевал в последней схватке.
| Круг | Соперник           | Страна                                    | Результат | Основание                   | Время схватки             |
| ---- | ------------------ | ----------------------------------------- | --------- | --------------------------- | ------------------------- |
| 1    | Хорст Бергманн     | Германия                                  | Победа    | По очкам (1 штрафной балл)  |                           |
| 2    | Амир Хан Халундер  | Афганистан                                | Победа    | Туше (0 штрафных баллов)    | 1:15                      |
| 3    | Владимир Синявский | Союз Советских Социалистических Республик | Поражение | По очкам (3 штрафных балла) |                           |
| 4    | Хайрулла Шахинкайя | Турция                                    | Победа    | По очкам (1 штрафной балл)  | -                         |
| 5    | Мустафа Таджики    | Иран                                      | Победа    | Туше (0 штрафных баллов)    | 11:06 (0 штрафных баллов) |
| 6    | Бон Ук Вон         | Республика Корея                          | Победа    | По очкам (1 штрафной балл)  | -                         |

В 1962 году завоевал звание чемпиона мира, а вот в следующем году остался только шестым. После проигрыша работал механиком в гараже, шахтёром, затем стал лейтенантом милиции.
На Летних Олимпийских играх 1964 года в Токио боролся в категории до 70 килограммов (лёгкий вес). Регламент турнира остался прежним. Несмотря на поражение во встрече с советским спортсменом Зарбегом Бериашвили и ничью с иранцем Абдуллой Мохаведом, запас прочности, сделанный болгарским борцом в первых трёх схватках, которые он выиграл чисто, оказался достаточным, чтобы вести борьбу за первое место. В финале Енё Вылчев уверенно победил немца Клауса Роста и стал чемпионом Олимпиады.
Титул оспаривали 22 человека.
| Круг  | Соперник          | Страна                                    | Результат | Основание                   | Время схватки |
| ----- | ----------------- | ----------------------------------------- | --------- | --------------------------- | ------------- |
| 1     | Там Кук Чин       | Малайзия                                  | Победа    | Туше (0 штрафных баллов)    | 0:48          |
| 2     | Удей Ханд         | Индия                                     | Победа    | Туше (0 штрафных баллов)    | 4:09          |
| 3     | Арто Саволайнен   | Аргентина                                 | Победа    | Туше (0 штрафных баллов)    | 5:07          |
| 4     | Зарбег Бериашвили | Союз Советских Социалистических Республик | Поражение | По очкам (3 штрафных балла) | -             |
| 5     | Абдулла Мовахед   | Иран                                      | Ничья     | (2 штрафных балла)          | -             |
| Финал | Клаус Рост        | Германия                                  | Победа    | По очкам (1 штрафной балл)  | -             |

В 1965 и 1966 годах на чемпионатах мира остался за чертой призёров, оставшись четвёртым и пятым соответственно. В 1967 году выиграл две «бронзы» на чемпионатах Европы и мира. В 1968 году стал чемпионом Европы.
На Летних Олимпийских играх 1968 года в Мехико боролся в категории до 70 килограммов (лёгкий вес). Регламент турнира остался прежним, но начисление штрафных баллов несколько изменилось. Как и прежде, за чистую победу штрафные баллы не начислялись, за победу за явным преимуществом начислялось 0,5 штрафных балла, за победу по очкам 1 штрафной балл, за ничью 2 или 2,5 штрафных балла, за поражение по очкам 3 балла, поражение за явным преимуществом 3,5 балла, чистое поражение — 4 балла. Борец, набравший 6 баллов из турнира выбывал. Титул оспаривали 26 человек. Болгарский борец к финальной схватке проигрывал Абдулле Мохаведу полбалла, соответственно Мохаведа устраивала и ничья, но Енё Вылчев проиграл в финале по очкам и остался вторым.
| Круг  | Соперник           | Страна                                       | Результат | Основание                   | Время схватки |
| ----- | ------------------ | -------------------------------------------- | --------- | --------------------------- | ------------- |
| 1     | Ян Карлссон        | Швеция                                       | Победа    | По очкам (1 штрафной балл)  |               |
| 2     | Зарбег Бериашвили  | Союз Советских Социалистических Республик    | Ничья     | (2,5 штрафных балла)        |               |
| 3     | Мухаммад Тай       | Пакистан                                     | Победа    | Туше (0 штрафных баллов)    | 1:38          |
| 4     | Сейит Ахмет Аграли | Турция                                       | Победа    | Туше (0 штрафных баллов)    | 10:28         |
| 5     | Клаус Рост         | Федеративная Республика Германии (1949—1990) | Победа    | Туше (0 штрафных баллов)    | 10:38         |
| 5     | Уэйн Уэллс         | Соединённые Штаты Америки                    | Победа    | По очкам (1 штрафной балл)  |               |
| Финал | Абдулла Мовахед    | Иран                                         | Поражение | По очкам (3 штрафных балла) | -             |

В 1969 году вновь стал чемпионом Европы и завоевал второе место на чемпионате мира.
После окончания карьеры был на тренерской работе, до 1990 года занимаясь с молодёжной и основной сборными Болгарии. После 1990 года, выйдя на пенсию, работал в охранной фирме «Дага полис», был личным телохранителем на гастролях многих звёзд, включая Стинга.
Кавалер народного ордена Труда Болгарии (1960).
В 2001 году в Димитровграде Енё Вылчев основал зал борьбы, где он являлся президентом.
В 2006 году награждён Почётным знаком Президента Республики Болгария за исключительные заслуги в развитии борьбы и по случаю 70-летнего юбилея.
В 2008 году дом Енё Вылчева был обокраден: воры вынесли все награды чемпиона

Его отличительная техника кристаллизована в уникальном мастерстве. Приёмы его отполированы до совершенства и выполнены с невероятной кошачьей скоростью, повергавшие одного за другим соперников с именами, вызывающими восхищение на трибунах.
— 
Умер 15 февраля 2014 года от инфаркта